# Velike Vaze
Velike Vaze (nemško Großvassach) je naselje Statutarnega mesta Beljak na Koroškem v Avstriji.